# Доминиково
Доминиково — деревня в Невельском районе Псковской области России. Входит в состав Туричинской волости.

## География
Расположена в 35 километрах к юго-западу от районного центра, города Невеля. 

## Население
| 2001 | 2002 | 2010 |
| ---- | ---- | ---- |
| 76   | ↘51  | ↗59  |

Численность населения деревни по оценке на начало 2001 года составляла 76 человек.

## Транспорт
Деревня связана автобусным сообщением с районным центром городом Невелем. Автобус выполняет рейсы 3-4 раза в неделю.